# Peter Vogt (Politiker, 1822)
Peter Vogt (* 3. Februar 1822 in Grenchen; † 16. Mai 1886 ebenda) war ein Schweizer Förster und freisinniger Politiker.

## Biografie

### Familie
Peter Vogt entstammte der im Kanton Solothurn weit verbreiteten Familie Vogt und war der Sohn des Holzbannwarts Jacob Vogt und dessen Ehefrau Elisabeth (geb. Gschwind).
In erster Ehe war er seit 1852 mit Elisabeth (geb. Vogt) verheiratet. In zweiter Ehe heiratete er 1857 Maria Anna (geb. Girard).

### Werdegang
Peter Vogt besuchte das Gymnasium (heute Kantonsschule Solothurn) in Solothurn und bildete sich, nach Beendigung der Matura, an der Forstschule des Polytechnikums (heute Karlsruher Institut für Technologie) in Karlsruhe zum Forstmann und Geometer aus. Er kehrte 1845 nach Grenchen zurück.
1845 legte er die vorgeschriebenen Prüfungen ab und war darauf als Forstgeometer bei Abtretung der Wälder an die Gemeinden tätig.
1848 wurde er zum Kreisoberförster von Dorneck-Thierstein ernannt und wechselte bereits im darauffolgenden Jahr in den I. Bezirk nach Grenchen, wo er die Nachfolge von Nikolaus Kaiser antrat. Dort blieb er bis zu seiner Berufung als Kantonsförster 1869. Nachdem er 1871 zum Oberamtmann von Solothurn-Lebern gewählt worden war, gab er das Amt als Kantonsförster auf.
In den 1870er Jahren war er mehrere Jahre Kantonsrat. 1873 wurde er für die freisinnige Partei in den Regierungsrat gewählt, wo er der Direktor des Forst- und Bauwesens vorstand. Schon 1874 trat er, nach dem Tod seines einzigen Sohnes, wieder von seinem Amt zurück.
1877 trennte er sich von seinem landwirtschaftlichen Betrieb und war bis zu seinem Tod als Stadtförster von Grenchen tätig.